# Ferdekábeles híd
A ferdekábeles híd olyan  hídtípus, ahol a hídpályát egy vagy több toronyra vagy pilonra ferdén függesztett kábelek tartják. A kábelek, amelyek közvetlenül a toronyról a merevítőtartóig futnak, általában legyezőszerű mintát vagy párhuzamos vonalakat alkotnak. Ez megkülönbözteti a függőhidaktól, ahol a hídpályát tartó kábelek a fő kábelről függőlegesen függesztettek, a híd mindkét végén rögzítve vannak, és a tornyok között futnak. A ferdekábeles híd optimális hossza rövidebb a függőhidaknál, és hosszabb a konzolos hidaknál.[forrás?]

## Típusok

A ferdekábeles híd típusai közti különbségek
Mono-dizájn
Hárfa-dizájn
Legyező-dizájn
Csillag-dizájn

## Ferdekábeles hidak
Magyarországon:
- Megyeri híd

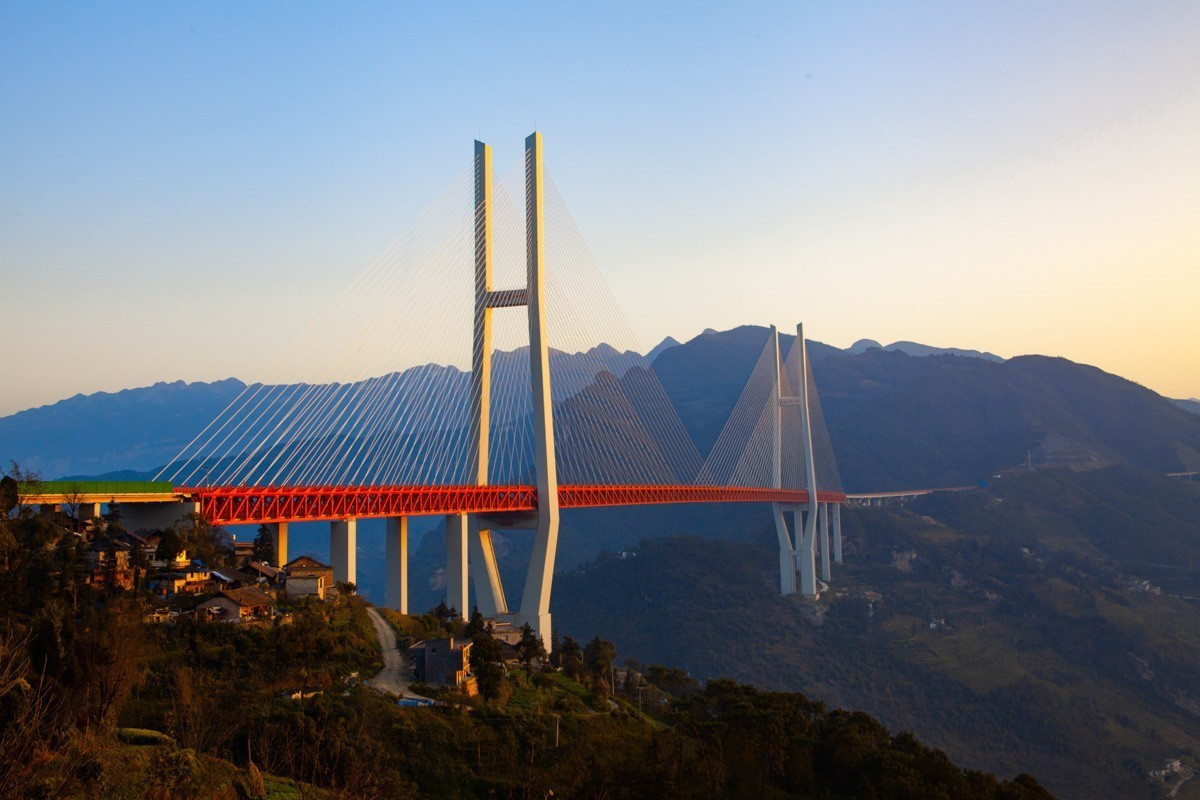
A Tuko híd

- közúti felüljáró Békéscsaba vasútállomás felett[1]
- Monostori híd, Komárom (Szlovákiával közös)

Szlovákiában:
- Szlovák Nemzeti Felkelés hídja, Pozsony

Kínában:
- Tuko híd(wd), Kujcsou; 2018-ban a világ legmagasabb hídja volt[2]

Oroszországban:
- Russzkij híd(wd), Vlagyivosztok; a világ leghosszabb ferdekábeles hídja[3]